# Larrosa
Larrosa ist ein spanischer Ort in den Pyrenäen in der Provinz Huesca der Autonomen Gemeinschaft Aragonien. Er gehört zur Gemeinde Jaca. Larrosa liegt auf 1140 Meter Höhe. Das Dorf am Rande des Valle de la Garcipollera musste in den 1960er Jahren wegen der Errichtung der Yesa-Talsperre aufgegeben werden; das Gebiet wurde aufgeforstet, um der Bodenerosion und damit der Verschlammung der Talsperre entgegenzuwirken.

## Sehenswürdigkeiten
- Romanische Kirche San Bartolomé, nur noch als Ruine erhalten
- Santa María de Iguácel, romanische Kirche aus dem 11. Jahrhundert